# Слободка-Смотричская
Слободка-Смотричская (укр. Слобідка-Смотрицька) — село в Чемеровецком районе Хмельницкой области Украины.
Население по переписи 2001 года составляло 556 человек. Почтовый индекс — 31640. Телефонный код — 3859. Занимает площадь 1,644 км². Код КОАТУУ — 6822783405.

## Местный совет
31640, Хмельницкая обл., Чемеровецкий р-н, с. Слободка-Смотричская, ул. Ленина, 1